# 外科医 鳩村周五郎
『外科医 鳩村周五郎』（げかい はとむらしゅうごろう）は、2004年から2016年までフジテレビ系で放送されたテレビドラマシリーズ。全14回。主演は船越英一郎。
放送枠は「金曜エンタテイメント」（第1作・第2作）、「金曜プレステージ」（第3作 - 第13作）、「金曜プレミアム」（第14作）。

## 概要
基本的に1話完結が多い2時間ドラマの世界で、数回で1シリーズを形成、根幹で一つの事件の真相を追い続けるという、連続2時間ドラマという新しいスタイルを採った作品である。第1作から第4作までが「闇のカルテ」、第5作から第7作までが「血塗られた挑戦状」という副題を持つ。第8作以降は1話完結のスタイルであったが、第12作と第13作は物語の「前編」と「後編」という形が取られている。
第5作まで毎回違う役柄で大島蓉子が出演していた。同様に、南雲勝郎が第11話を除く第6話より、夏秋佳代子が第11話より連続出演をしている。
また、2013年に放送された『小京都連続殺人事件』の第3作「小京都連続殺人事件×外科医 鳩村周五郎」にて、鳩村周五郎が円城椿（演：浅野温子）と共演している。

## あらすじ
第1章・闇のカルテ（第1作 - 第4作）
天才的な腕を持った外科医の鳩村周五郎は、ある日上司の命令を無視して症状の重い患者を優先させる。医師として当然の行為であったが、鳩村は医師としての地位を失ってしまう。
鳩村が救命した患者は川上明日香。夫殺しの容疑をかけられ娘・つぐみとともに逃亡していた。明日香は、つぐみを施設に預けるよう鳩村に書き残し、完治していない身で一人、事件の真相を追うために失踪してしまう。
鳩村は、つぐみを施設に預けず手元に引き取り、明日香と再会するために、事件の真相を知るために、つぐみと共に日本各地を駆け巡る。
第2章・血塗られた挑戦状（第5作 - 第7作）
西伊豆の小さな診療所に身を寄せ、結城徳次郎の遠縁の少女で、両親の自殺によって口がきけなくなってしまった佐々岡香澄と同居しながら診療所を手伝っていた鳩村に何者からか挑戦状が届き、罪もない人々が次々と事件に巻き込まれるという事件が起こる。
そんな時、鳩村が病気で亡くなったと思い込んでいた妻の死について、真犯人が真相を知っているという。その真相を暴くため鳩村は日本各地を駆け巡る。

## 登場人物

### 主要人物
鳩村周五郎（はとむら しゅうごろう）
演 - 船越英一郎
とても腕の良い天才的な外科医だったが、外科部長・倉橋の命令を無視してより症状が悪かった明日香の手術を優先し大物代議士の息子を死亡させてしまったために倉橋の策略で医者としての地位と名誉を剥奪されてしまう。そのため医師たちの間では鼻つまみ者になっている。必ず、行く先々で事件に巻き込まれてしまう悪運の持ち主である。小室いわく、間抜けな笑顔が取り柄である。
言葉づかいは荒いが、とても腕の良い医者であって患者には常に真剣かつ真摯に接するため治療を受けた人たちには慕われている。口癖は処置完了後に言う「完璧の母」。
川上つぐみ（かわかみ つぐみ）
演 - 美山加恋（第1作 - 第7作・第11作・第14作）
明日香の一人娘。「第1章・闇のカルテ」では鳩村と共に母親探しの旅に出ていた。「第2章・血塗られた挑戦状」では鳩村と手紙のやり取りをして近況を知らせていたが、第7作にてつぐみが狙われることを危惧した鳩村と一時暮らすことになる。第11作は高校生。冬休みを利用して長野県の白樺高原にある「ペンションTANIYAMA」でアルバイトをしていて鳩村を招待する。その後、第14作では鳩村と一緒に働くために看護学校を無事に卒業し、看護師になった。
小室源介（こむろ げんすけ）
演 - 内藤剛志
警視庁捜査一課の刑事。階級は警部補（第8作時点）。
権力に迎合しない孤高の一匹狼の刑事（その一例として、上司に対して非番と言いながらの単独捜査）。第1章では明日香の無実を証明するために彼女を追っていた。鳩村のことを口では馬鹿にしているが、本当は心から信頼している。

### 鳩村とつぐみの家族
川上明日香（かわかみ あすか）
演 - 伊藤裕子（第1作 - 第5作・第7作）
夫殺しの容疑をかけられ一人娘のつぐみを連れて逃亡していた際に事故に遭い、当時鳩村が所属していた東都大学付属病院に運ばれた女性。つぐみを施設に預けるように鳩村に手紙を残し、（夫殺しの）真犯人を突き止めるために失踪してしまう。
川上守（かわかみ まもる）
演 - 宮本大誠（第4作）
明日香の夫でジャーナリスト。何者かに殺害された。
鳩村奈緒美（はとむら なおみ）
演 - 藤田朋子（第7作）
鳩村の妻。6年前死亡。関東医科大学のアーチェリー部出身。

### その他
速水朝子（はやみ あさこ）
演 - 植松真美（第3作 - 第6作）
警視庁捜査一課の刑事。小室の部下。

### ゲスト
第1章 / 第2章 / 第3章

#### 第1章・闇のカルテ（第1作 - 第4作/2004年 - 2008年）
第1作「母を探して！子連れ天才外科医の事件調査・医学界を追われた元エリート医師が挑む闇のオペ！傷痕が語る事件の真相」（2004年）
- 武藤由紀子（土産物店店員） - 田中美奈子
- 南条重光（松本城東病院 院長） - 中山仁
- 下村貴明（由紀子の夫・板前） - 吉満涼太
- 塚本康代（土産物店店員） - 斎藤陽子
- 相原重雄（土産物店店長） - 鈴木ヒロミツ
- 下村隼人（下村の実子） - 武井証
- 真理子（土産物店店員） - 仁藤優子
- 辻井（冒頭の労働者・信金の元課長） - 坂本あきら
- 倉橋（東都大学付属病院 外科部長） - 草見潤平
- 雅代（看護師） - 水木薫
- みどり（看護師） - 和泉ちぬ
- 佐竹八重子（キャッチセールスの社長） - 長坂しほり
- 百瀬（松本南警察署 刑事） - 真那胡敬二
- 岩淵（松本南警察署 刑事） - 松永博史
- 沢口公平（冒頭の労働者） - 蒲生純一
- 長坂雅治（松本城東病院 外科部長） - 高橋和也

第2作「難病の子供を救え 子連れの天才外科医に託された命のお守り！執刀痕が語る古都金沢殺人事件の真相！」（2006年）
- 竹中美加子（金沢記念病院 医師） - 有森也実
- 植村香織（金沢記念病院 事務員） - 菊池麻衣子
- 熊井文則（美加子の元夫） - 宮川一朗太
- 立花弘子（看護師） - 宮田早苗
- 只野珠子 - 大島蓉子
- 島村（金沢中警察署 刑事） - 春海四方
- 安田（金沢中警察署 刑事） - 岡田秀樹
- 植木職人 - 久保晶、ダンディ坂野
- 小野塚（医師） - 阪田マサノブ
- 綿引総一郎（金沢記念病院 院長） - 石田太郎
- 三宅正信（金沢記念病院 事務長） - 羽場裕一

第3作「飛騨高山の大病院に絡む連続殺人…余命僅かな女性が握る謎と病気に挑む子連れの天才外科医」（2007年）
- 岡田雪江（旅館「蕪水亭」女将） - 床嶋佳子
- 宮本雅彦（宮本医院 医師） - 布施博
- 小島留美子（高山総合病院 元職員） - 舟木幸
- 津川（旅館「蕪水亭」番頭） - 山田辰夫
- 杉山（高山総合病院 外科部長） - 寺尾繁輝
- 前畑（刑事） - 中西良太
- 清水（刑事） - 菊池健一郎
- 早川絵美（高山総合病院 看護師） - 西本はるか
- 綾乃（高山総合病院 看護師長） - 栗田よう子
- 岡田真里菜（雪江の娘・故人） - 須田ひかり
- 只野志津子（仲居） - 大島蓉子
- 春子（仲居） - 鈴木美恵
- 日向夏子（仲居） - 桑本直美
- 秋子（仲居） - よしこさん

第4作「一人娘を残し夫の死の真相を追う重病の母親…歪んだ愛から生じた悲劇…周五郎最大危機」（2008年）
- 島田昭夫（芳子の元同棲相手） - 吉田智則
- みどり（グレープガーデン「葡萄園」経営者） - 大島蓉子
- 根本（警視庁捜査一課三係 刑事） - 水元秀二郎
- 矢沢（新聞記者） - 中原和宏
- 坂下幸雄（ジャーナリスト） - KAZZ
- 笹村芳子（ホステス・故人） - 相馬志帆
- 水商女 - 武居百紀
- 若者 - 斧口智彦
- 看護師 - 夏秋佳代子
- 麻酔科医 - 五位野隆雄
- 救急隊員 - 荒張幸作
- 老人 - 木下貴夫
- レポーター - 小野ちづる
- 大林哲也（警視庁捜査一課三係 刑事） - うじきつよし
- 山城麗子（警察庁刑事局 審議官） - 藤真利子

#### 第2章・血塗られた挑戦状（第5作 - 第7作/2009年 - 2010年）
第5作「放浪の天才外科医に叩きつけられた謎の挑戦状!! 体内に埋めこまれた毒入りカプセルを制限時間内に取り出せ…自分が治した患者が次々と狙われる裏側に妻の死の謎が」（2009年）
- 田島沙耶（旅行ジャーナリスト） - 遠山景織子
- 大河内泰明（外科部長・鳩村周五郎の光和大学病院時代の上司） - 中原丈雄
- 山岡達郎（西伊豆警察署 刑事） - 斉藤暁
- 大鳥啓子（看護師） - 大島蓉子
- 朝岡真里菜（女子高生） - 波瑠
- 中里めぐみ（女子高生） - 河西智美
- 夏目行雄 - 永田恵悟
- 佐々岡香澄（徳次郎の遠縁の少女） - 向井地美音
- 磯崎（刑事） - 重松隆志
- 滝沢健吾（カメラマン） - 酒井健太郎
- 毛利智彦 （チンピラ） - 柴田明良
- 男の子 - 土師野隆之介
- 結城徳次郎（鳩村周五郎の恩師） - 長門勇

第6作「病死した妻は殺されていた!? 杜の都仙台に残された疑惑の写真…懸賞金1億円をかけられた逃亡犯が握る謎」（2009年）
- 橘美鈴（北山家の家政婦・元ホステス・前科者） - 伊藤かずえ
- 鈴木真里菜（施設の少女・美鈴の実子） - 熊田聖亜
- 鈴村博也（鈴村汽船 社長） - 並樹史朗
- 岩田英明（仙台西警察署 刑事） - 泉政行
- 磯崎雅夫（北山海運 社長秘書） - 大橋てつじ
- 北山貞行（北山海運 名誉会長） - 伊藤高
- 風間仁美（スナック「ひとみ」ママ・美鈴の同じ施設で育った親友） - 岩間沙織
- 海老原真二（仁美のヒモ） - 加藤トモヒロ
- 炭火屋食堂「仙台屋」店主 - 永江智明
- スーパーマーケット店員 - 朱源実
- 爆発現場の負傷者 - 渡辺杉枝
- みちのく中央病院 医師 - 南雲勝郎
- みちのく中央病院 看護師 - 前田瑠美
- 第一助手 - 児島功一
- 警官 - 澤口渉
- カメラマン - 名嶋真
- 音声 - 小島将士
- 保育園の先生 - 渡瀬加奈
- ヒロ君（施設の少年） - 伊澤柾樹
- 北山美奈代（北山海運 社長・北山の妻） - 岡まゆみ
- 小笠原浩一（仙台西警察署 刑事） - 大友康平

第7作「呪いの薬品庫〜美人院長の周囲で謎の連続殺人…占拠された病院に隠された悪魔の治療薬 遂に妻の死の真相が明らかに!!」（2010年）
- 漆原翔子（漆原東京総合病院 院長） - 斉藤慶子
- 館山直紀（漆原東京総合病院 籠城犯・元自衛隊） - 柏原収史
- 山形昭雄（漆原東京総合病院 事務長） - 清水昭博
- 佳乃達也（漆原東京総合病院 籠城犯・元暴力団準構成員） - 遠藤要
- 前島由梨絵（漆原東京総合病院 看護師） - 田代さやか
- 石橋典子（漆原東京総合病院 看護師） - 友倉由美子
- 佐野真由子（漆原東京総合病院 看護師） - 鈴木麻衣花
- 藤松（ビルの建設現場監督） - 西尾季隆
- 只野修造（ビルの建設現場作業員） - 伊藤幸純
- おばちゃん - 松本じゅん
- 鮫島力也（漆原東京総合病院 籠城犯・佳乃の舎弟） - 末吉司弥
- 館山のアパート大家 - 田口主将
- ビルの建設現場作業員 - 南雲勝郎
- 鈴崎美佐子（正文の母） - 鵜飼真帆
- 鈴崎正文（漆原東京総合病院 入院患者） - 土師野隆之介
- 土方安則（仙台を拠点にしていたフリージャーナリスト・6年前の7月7日 ビルから転落死） - 林和哉
- 佐伯（警視庁捜査一課 特殊犯捜査係 指揮官） - 天田暦
- 館山里香（館山の妹・漆原東京総合病院 入院患者） - 大平奈津美
- 郡山優作（海藤製薬 会長・漆原東京総合病院 入院患者） - 金子達
- 漆原東京総合病院 入院患者 - 森康子
- 警視庁捜査一課 刑事 - 酒井啓全
- 漆原東京総合病院 看護師 - 秋野ひとみ
- 如月竜太郎（漆原東京総合病院 外科部長・鳩村奈緒美と同じ関東医科大学アーチェリー部出身） - 鶴見辰吾

#### 第3章・単独作（第8作 - 第14作/2011年 - 2016年）
第8作「呪われた村で起きた無差別毒殺事件再び！あの鍋に誰が毒を？…呪いか？たたりか？村を“病”に陥れた悪の正体が今暴かれる！」（2011年）
- 胡桃沢綾乃（七ヶ瀬診療所 院長） - 星野真里（少女期：米山実来）
- 杉山秀男（孝昭の事務所スタッフ・本名「学」） - 内田朝陽（少年期：小松悠太）
- 近藤利光（北七ヶ瀬警察署 刑事） - 松澤一之
- 岩村孝昭（山梨県議会議員） - 井坂俊哉（少年期：風澤拓実）
- 浅沼清隆（カメラマン） - 弓削智久
- 下山時雄（七ヶ瀬村 元住民・18年前 春の村祭りで出された「フキ汁」の鍋に毒を入れた疑いで殺害） - 小倉一郎
- 横井誠（商工会代表） - 田窪一世
- 金村稔（七ヶ瀬村 村長） - 二瓶鮫一
- 手塚正一（ホームレス） - おかやまはじめ
- 大島富江（串団子の屋台店主） - 梅沢昌代
- 平松和也（孝昭の地元後援会） - 佐々木崇雄
- 工藤正美（孝昭の秘書） - 伊佐美紀
- 大島健太（富江の孫） - 林遼威
- 霊媒師 - 仲野元子
- 顎が外れた現場作業員 - 南雲勝郎
- 現場作業員 - 豊島由佳梨
- 鳩村周五郎におんぶでバス停まで連れてきてもらった老人 - 橘家二三蔵
- 磯島（刑事） - 荒木誠
- 医師 - 西本竜樹
- 胡桃沢忠行（綾乃の父・七ヶ瀬診療所 元院長・18年前 毒の入った「フキ汁」を飲み死亡） - 高松克弥
- 看護師 - 澤山薫
- 胡桃沢美沙（綾乃の母・七ヶ瀬診療所 元看護師・18年前 毒の入った「フキ汁」を飲み死亡） - 小椋美晴
- 山根修（北七ヶ瀬警察署 刑事） - 伊藤竜也
- 負傷者 - 江島雄基
- 岩村貴子（孝昭の母・岩村家当主） - 坂口良子

第9作「美しくなりたい…！女性の願望は惨劇の始まりだった！舞台は美貌の島 ― 見えない敵を相手に周五郎が女性の心理を利用した悪魔に挑む！」（2012年）
- 小早川美咲（エステサロン「エクセレント・ミューズ」社長・本名「田島佐和子」） - 国生さゆり（少女期：鬼頭愛美）
- 池上真一（「エクセレント・ミューズ」副社長） - 山田純大（14歳：薮内大河）
- 一条正美（ビルの屋上から飛び降りた女性） - 吉井怜
- 一条沙織（ルポライター・正美の双子の妹） - 吉井怜（二役）
- 松川重雄（「エクセレント・ミューズ」マネージャー） - 金山一彦（少年期：谷山毅）
- 矢島（美貌島 町長） - 浜近高徳
- 藤岡（警察官） - 藤岡太郎
- 所轄刑事 - 松原正隆
- 病院院長 - 児玉頼信
- 「エクセレント・ミューズ」スタッフ - 田中えみ
- 工藤慶子（「RDトラスト開発」社員） - 石堂夏央
- 救助マットで正美を助けようとした人たち - 江良潤、田尾きよみ、南雲勝郎
- 小学生 - 上妻成吾、稲田羅倭
- 石橋幸太郎（「エクセレント・ミューズ」開発反対派の代表・元教師） - 深水三章
- 兵頭浩行（美容整形外科医・鳩村周五郎の知り合い） - 相島一之
- 田島峰子（「エクセレント・ミューズ」清掃員） - 藤田弓子

第10作「この中に悪魔がいる 元看護師5人の再会が惨劇の幕あけだった…1人だけ同窓会に現れない女は周五郎が助けた女？2度殺された女の秘密」（2012年）
- 平田美奈代（さつき会記念病院 元看護師） - 東ちづる
- 石野貴和子（湯西川温泉「平家の庄」若女将・さつき会記念病院 元看護師・鳩村周五郎の元同僚） - 美保純
- 田丸聡子（さつき会記念病院 元看護師） - 中島ひろ子
- 石野洋一（湯西川温泉「平家の庄」若旦那・貴和子の夫） - 井田國彦
- 近藤真理恵（スナックのホステス・さつき会記念病院 元看護師） - 黒坂真美
- 松島（栃木県警察 刑事） - 新井康弘
- 矢代（菜月の夫・パチンコ店員） - 吉村明宏
- 平田正人（美奈代と児島の息子） - 長島暉実
- 鈴木医院 院長 - 田口主将
- 滝川哲也（真理恵の同棲相手） - 光宣
- 南原（栃木県警察 刑事） - 南雲勝郎
- 児島武（美奈代の前夫・8年前死亡） - 那波隆史
- 立石（刑事） - 田口治
- 酔っ払い - 酒井健太郎
- 鈴木医院 看護師 - 松村はるか
- スナックのママ - 原千果子
- 石野小枝子（湯西川温泉「平家の庄」大女将・洋一の母） - 島かおり
- 矢代菜月（さつき会記念病院 元看護師） - 渡辺典子
- 平田（美奈代の後夫・陶芸家） - 川野太郎

第11作「白樺高原への殺人招待！雪の山荘に集められた4組の客が次から次へと死んでいく…招待したのは誰か？断絶された空間で起こる恐怖に耐えられるか？」（2013年）
- ペンションTANIYAMA（オーナーと従業員以外は宿泊客）

- 谷山邦子（ペンションTANIYAMA オーナー） - 中田喜子
- 星野明久（靖代の夫で秘書・偽名「三枝稔」） - 羽場裕一
- 安田守（ペンションTANIYAMA 従業員） - 佐藤祐基
- 奥村洋二（カメラマン） - 高杉亘
- 奥村美香（奥村の妻・偽名「兵藤結衣」） - 阿南敦子
- 服部雄介（IT会社社長・偽名「石垣洋一」） - 加瀬信行
- 長谷川雪乃（長谷川の妻） - 三谷侑未
- 星野まりや（明久と靖代の養女） - 原菜乃華
- 長谷川正敏（大学教授） - 黒部進
- 星野靖代（福祉評論家） - かとうかず子

- その他

- 峰島（長野県警察 刑事） - 福本伸一
- 医師 - 西興一朗、南雲勝郎
- 磯田麻子（ノースウェストフーズ食品管理部 社員・服部の恋人） - 遠藤留奈
- 大牟田（警視庁捜査一課 刑事） - 板倉光隆
- 中島久樹（美香の不倫相手） - 斉藤佑介
- 看護師 - 夏秋佳代子、原田遥
- 鈴木俊彦（邦子の息子・10年前転落死） - 市原佳祐
- 立花薫（10年前の詐欺グループのメンバーで3か月前病死・偽名「重村克実」） - 石川祐地
- 山岡正一（安田の義理の父親・10歳のときの安田に刺殺される） - 田中政和

第12作「謎の皮膚異常を残した死体〜全ては1つの病院とつながっている！〜」（2014年）
- 曽根原忠光（警視庁捜査一課 刑事） - 姜暢雄（27年前：酒井天満）
- 石黒純一（豊田記念総合病院付属 奥多摩研究センター 研究員・恭子の恋人） - 大浦龍宇一（27年前：西野佑哉）
- 鎌倉恭子（豊田記念総合病院 内科医師） - 木内晶子
- 中西（豊田記念総合病院 外科部長） - 乃木涼介
- 田所正明（ジャーナリスト） - 湯江健幸
- 香織（スナック「栞」ホステス） - 春木みさよ
- 老婆 - 今本洋子
- 27年前の社会福祉法人「希望の羽根」園長 - 薄井伸一
- 唐木博之（10年前に巣鴨で起きた事件の容疑者・治験協力者） - 重松隆志
- 刑事 - 樋渡真司
- 奥多摩警察署 刑事 - 中野剛
- 刑事 - 柴田明良
- 豊田記念総合病院 職員 - 南雲勝郎
- 森下春香（豊田記念総合病院 看護師） - 夏秋佳代子
- 救急隊員 - 日下部千太郎
- 27年前のもう1人 - 水野紗菜
- 豊田洋次（豊田記念総合病院 院長） - 西岡徳馬
- 平形万里江（社会福祉法人「希望の羽根」経営者・教育評論家・豊田記念総合病院 入院患者） - 多岐川裕美

第13作「止まったら死ぬ…！恐怖の仕掛けを身体に埋め込まれた男たちの共通点は？国民的人気キャスターと共に周五郎は謎に包まれたある“団体”に迫る！」（2014年）
- 吉岡みのり（ニュースキャスター・「Office minori」所属・１億人の女神） - 櫻井淳子（27年前：水野紗菜 / 20年前：菅沢こゆき）
- 柴崎直美（民自党代議士・衆議院議員・児童生活保護法成立推進し、笹村と対立している） - 小沢真珠（20年前：権藤葵）
- 袴田和子（新興宗教団体「エスカの福音」教祖） - 佐伯日菜子（20年前：ニイナ）
- 甲田邦彦（みのりのマネージャー・「Office minori」所属） - 野間口徹
- 兵頭昭信（警視庁捜査一課 係長） - 冨家規政
- 星野真由（新興宗教団体「エスカの福音」信者） - 緑友利恵
- 智恵子（山田眼科 看護師） - 田代さやか
- 五十嵐（警視庁捜査一課 刑事） - 児玉貴志
- 笹村芳郎（民自党代議士・法律児童生活保護法の反対派急先鋒・巨大な宗教法人が背後にいる・連続爆破殺人事件 被害者） - 森喜行
- 堀口菜月（女子中学生だが、クラスからいじめに遭って学校には不登校・親からも厄介者扱いされて自宅から追い出されている） - 森田想
- 塚田信明（児童教育評論家・児童買春の噂がある・連続爆破殺人事件 渋谷の被害者） - 中田敦夫
- プロデューサー - 雑賀克郎
- 寺沢仁志（中学校教師・2か月前に体罰行為で停職・連続爆破殺人事件 三田の被害者） - 五辻真吾
- 新興宗教団体「エスカの福音」信者 - 大地泰仁
- 記者 - 南雲勝郎
- 大塚聡（男性キャスター） - 羽田真
- 看護師 - 夏秋佳代子
- 石原（看護師） - 結
- スポーツジムスタッフ - 芝井美香
- カラオケハウス「ビッグイレブン」従業員 - 村上徹
- 「Office minori」スタッフ - 和田麻菜
- カラオケハウス「ビッグイレブン」店長 - 工藤秀洋
- 新興宗教団体「エスカの福音」信者 - 関笑也
- 曽根原忠光（故人） - 姜暢雄（27年前：酒井天満） ※回想
- 石黒純一（故人） - 大浦龍宇一（27年前：西野佑哉） ※回想
- 平形万里江（殺人教唆の容疑者） - 多岐川裕美 ※回想

第14作「加賀友禅殺人事件」（2016年）
- 篠原藍子（基弘の三女・晴美と亜紀の腹違いの妹・川上つぐみの知り合い） - 三倉茉奈（幼少期：保榮茂愛 / 小学生：安藤美優）
- 石清水哲正（友禅職人・藍子の恋人） - 石垣佑磨（幼少期：須田琉雅）
- 篠原基弘（篠原家当主・加賀友禅「篠原呉服店」店主） - 大石吾朗
- 篠原珠代（基弘の後妻・8年前結婚） - 大沢逸美
- 田所史明（金沢中警察署 刑事） - 村松利史
- 広瀬美穂子（昌幸の母） - 梅沢昌代
- 吉川リン（俊樹と亜紀の娘） - 鹿島由愛
- 刑事 - 渡辺隆二郎
- 佐和子（磯崎の妹・藍子の実母・故人） - 萬井真代
- 看護師 - 夏秋佳代子
- 広瀬昌幸（広瀬着物店 社長） - 日野誠二
- 磯崎芳夫（篠原呉服店 元番頭・1年前病死） - 山田洋
- 磯崎が入所していた療養所従業員 - 春延朋也
- 篠原敏美（基弘の前妻・故人） - 及川莉乃
- 吉川亜紀（基弘の次女） - 東風万智子
- 篠原晴美（基弘の長女） - 大河内奈々子
- 建築現場作業員 - 南雲勝郎
- 篠原靖彦（篠原呉服店 番頭・晴美の夫・婿養子） - 神保悟志
- 吉川俊樹（吉川医院 院長・亜紀の夫） - 西村和彦

## スタッフ
- OPナレーション - 野田圭一
- 劇中歌 - 阿部芙蓉美「私たちの望むものは」（第13作）
- フジテレビ編成企画 - 保原賢一郎（第1作・第2作）、金井卓也（第2作 - 第6作）、和田行（第3作）、現王園佳正（第5作 - 第7作）、成河広明（第7作 - 第9作）、水野綾子（第8作 - 第13作）、若松央樹（第14作）
- 脚本 - 深沢正樹
- 監督 - 五木田亮一（第1作）、猪原達三（第2作 - 第8作、第10作 - 第13作）、藤岡浩二郎（第9作）、根本和政（第14作）
- 現プロデューサー - 井上竜太（第3作 - ）、小坂智尚（第14作）（いずれもホリプロ）
- 旧プロデューサー - 菅井敦（第1作 - 第12作）、川島永次（第1作）、三瓶慶介（第1作 - 第6作）、梶野祐司（第2作）（いずれもホリプロ）
- 制作 - フジテレビ
- 制作著作 - ホリプロ

## 放送日程
| 話数                    | 放映日            | サブタイトル | 脚本              | 監督              | 視聴率            |
| 第1章・闇のカルテ       | 第1章・闇のカルテ | 第1章・闇のカルテ | 第1章・闇のカルテ | 第1章・闇のカルテ | 第1章・闇のカルテ |
| ----------------------- | ----------------- | --- | ----------------- | ----------------- | ----------------- |
| 1                       | 2004年11月19日    | 母を探して！子連れ天才外科医の事件調査 医学界を追われた元エリート医師が挑む闇のオペ！傷痕が語る事件の真相                                               | 深沢正樹          | 五木田亮一        |                   |
| 2                       | 2006年07月28日    | 難病の子供を救え 子連れの天才外科医に託された命のお守り！ 執刀痕が語る古都金沢殺人事件の真相！                                                          | 深沢正樹          | 猪原達三          | 14.0%             |
| 3                       | 2007年02月16日    | 飛騨高山の大病院に絡む連続殺人… 余命僅かな女性が握る謎と病気に挑む子連れの天才外科医                                                                    | 深沢正樹          | 猪原達三          | 15.1%             |
| 4                       | 2008年03月28日    | 一人娘を残し夫の死の真相を追う重病の母親… 歪んだ愛から生じた悲劇…周五郎最大危機                                                                         | 深沢正樹          | 猪原達三          | 12.1%             |
| 第2章・血塗られた挑戦状 |                   | |                   |                   |                   |
| 5                       | 2009年03月27日    | 放浪の天才外科医に叩きつけられた謎の挑戦状!! 体内に埋めこまれた毒入りカプセルを制限時間内に取り出せ… 自分が治した患者が次々と狙われる裏側に妻の死の謎が | 深沢正樹          | 猪原達三          | 11.7%             |
| 6                       | 8月28日           | 病死した妻は殺されていた!? 杜の都仙台に残された疑惑の写真… 懸賞金1億円をかけられた逃亡犯が握る謎                                                        | 深沢正樹          | 猪原達三          | 12.0%             |
| 7                       | 2010年09月17日    | 呪いの薬品庫〜美人院長の周囲で謎の連続殺人… 占拠された病院に隠された悪魔の治療薬 遂に妻の死の真相が明らかに!!                                           | 深沢正樹          | 猪原達三          | 12.4%             |
| 第3章・単独作           |                   | |                   |                   |                   |
| 8                       | 2011年07月01日    | 呪われた村で起きた無差別毒殺事件再び！あの鍋に誰が毒を？ …呪いか？たたりか？村を“病”に陥れた悪の正体が今暴かれる！                                      | 深沢正樹          | 猪原達三          | 12.7%             |
| 9                       | 2012年03月16日    | 美しくなりたい…！女性の願望は惨劇の始まりだった！舞台は美貌の島 ― 見えない敵を相手に周五郎が女性の心理を利用した悪魔に挑む！                            | 深沢正樹          | 藤岡浩二郎        | 12.2%             |
| 10                      | 8月17日           | この中に悪魔がいる 元看護師5人の再会が惨劇の幕あけだった… 1人だけ同窓会に現れない女は周五郎が助けた女？2度殺された女の秘密                              | 深沢正樹          | 猪原達三          | 11.7%             |
| 11                      | 2013年02月22日    | 白樺高原への殺人招待！ 雪の山荘に集められた4組の客が次から次へと死んでいく… 招待したのは誰か？断絶された空間で起こる恐怖に耐えられるか？                | 深沢正樹          | 猪原達三          | 12.4%             |
| 12                      | 2014年02月07日    | 謎の皮膚異常を残した死体〜全ては1つの病院とつながっている！〜                                                                                           | 深沢正樹          | 猪原達三          | 11.6%             |
| 13                      | 7月04日           | 止まったら死ぬ…！恐怖の仕掛けを身体に埋め込まれた男たちの共通点は？ 国民的人気キャスターと共に周五郎は謎に包まれたある“団体”に迫る！                    | 深沢正樹          | 猪原達三          | 08.0%             |
| 14                      | 2016年06月24日    | 加賀友禅殺人事件 | 深沢正樹          | 根本和政          | 5.0%              |

- 視聴率はビデオリサーチ調べ、関東地区・世帯